# Municipio de Leslie (Misuri)
El municipio de Leslie (en inglés: Leslie Township) es un municipio ubicado en el condado de Carroll en el estado estadounidense de Misuri. En el año 2010 tenía una población de 143 habitantes y una densidad poblacional de 1,53 personas por km².

## Geografía
El municipio de Leslie se encuentra ubicado en las coordenadas 39°28′54″N 93°35′2″O / 39.48167, -93.58389. Según la Oficina del Censo de los Estados Unidos, el municipio tiene una superficie total de 93.48 km², de la cual 93,31 km² corresponden a tierra firme y (0,18 %) 0,17 km² es agua.

## Demografía
Según el censo de 2010, había 143 personas residiendo en el municipio de Leslie. La densidad de población era de 1,53 hab./km². De los 143 habitantes, el municipio de Leslie estaba compuesto por el 99,3 % blancos y el 0,7 % eran de una mezcla de razas. Del total de la población el 0 % eran hispanos o latinos de cualquier raza.